# Capela do Monte
A Capela do Monte é um edifício religioso situado nas imediações de Barão de São João, no concelho de Lagos, em Portugal.

## Descrição
O imóvel situa-se no Monte da Charneca, numa zona de ambiente rural, no ponto mais elevado de uma herdade com cerca de sete hectares, o Monte da Charneca. Localiza-se a cerca de 1,5 Km da localidade de Barão de São João, e a 10 Km da cidade de Lagos. Destaca-se pela sua forma geométrica, e pela utilização de materiais onde predominam os tons de pastel, tendo sido construída em tijolo térmico, calcário e azulejo. Tem cerca de 65 m² de área, com 10,34 x 6,34 m de planta e e 6,7 m de altura. Não dispôe de fornecimento de electricidade nem de água, sendo ventilada apenas de forma natural, e com recurso aos seus materiais, que permitem um aquecimento durante o Inverno, e o arrefecimento durante o Verão. O adro tem uma área quase igual ao do edifício em si, e foi concebido de forma a estender-se pela paisagem, enfatizando a ligação entre a capela e o espaço envolvente. No interior encontram-se vários painéis de azulejo retratando cenas da Bíblia, incluindo o nascimento, o baptismo e a morte de Jesus Cristo, além de peças religiosas e de mobiliário, como o banco e seis cadeiras, o altar, e a cruz, totalmente construídos em madeira.
A Capela do Monte foi concebida por Álvaro Siza Vieira, que também foi responsável pelo desenho dos elementos decorativos e religiosos e do mobiliário no interior. Foi descrita pelo autor como um projecto arquitectónico puro.

## História
Foi encomendada a Siza Vieira em 2016, por um casal de nacionalidade suíça, que vive naquela área desde meados da década de 1980, e inaugurada em Março de 2018. Foi o primeiro edifício planeado por Siza Vieira no Algarve. Segundo os proprietários, a capela tinha como finalidade ser um espaço de «encontro com Deus», para «contemplação silenciosa, para pequenos cultos, para oração e adoração», e que ficaria ao serviço da comunidade, «para ser utilizada por cristãos, clérigos e leigos». Foi construída com base na reabilitação de um edifício mais antigo.
Aquando da inauguração da Capela do Monte, previa-se que a herdade onde se situa a capela iria converter-se no Centro do Monte da Charneca, um pólo de turismo rural e ecoturismo, que contaria com sete casas tradicionais restauradas, além de outros edifícios que teriam funções residenciais, e estruturas de apoio à agricultura. Em 2020, a Assembleia Municipal de Lagos aprovou uma proposta da autarquia para a implementação do Plano de Intervenção em Espaço Rústico do Monte da Charneca, no âmbito do qual iriam ser recuperados e expandidos vários edifícios no interior da propriedade, no sentido de instalar ali um estabelecimento de turismo rural, do qual iria fazer parte a capela.